# Swords (album)
För den irländska staden, se Swords.
Swords är ett samlingsalbum över handplockade b-sidor från Morrisseys tre senaste studioalbum (You Are the Quarry (2004), Ringleader of the Tormentors (2006), samt Years of Refusal (2009)) Swords släpptes den 26 oktober 2009 i Storbritannien och den 4 november 2009 i USA.

## Låtlista
1. Good Looking Man About Town
2. Don't Make Fun of Daddy's Voice
3. If You Don't Like Me, Don't Look at Me
4. Ganglord
5. My Dearest Love
6. The Never-Played Symphonies
7. Sweetie-Pie
8. Christian Dior
9. Shame Is the Name
10. Munich Air Disaster 1958
11. I knew I Was Next
12. It's Hard to Walk Tall When You're Small
13. Teenage Dad on His Estate
14. Children in Pieces
15. Friday Mourning
16. My Life Is a Succession of People Saying Goodbye
17. Drive-in Saturday (live)
18. Because of My Poor Education

### Bonus-CD
På en bonusskiva i mycket begränsad upplaga (som bara såldes digitalt den första månaden efter släppet) finns en live-inspelning från Warszawa 2009. Sångerna på den skivan är:
1. Black Cloud
2. I'm Throwing My Arms Around Paris
3. I Just Want to See the Boy Happy
4. Why Don't You Find Out for Yourself
5. One Day Goodbye Will Be Farewell
6. You Just Haven't Earned It Yet, Baby
7. Life Is a Pigsty
8. I'm OK by Myself

## Medverkande

### Bandet
- Morrissey – sång
- Alain Whyte – gitarr (låtarna 1, 2, 3, 4, 6, 8, 10, 11, 12, 13, 15 och 16)
- Boz Boorer – gitarr
- Jesse Tobias – gitarr (låtarna 1, 3, 4, 5, 8, 9, 11, 14, 17 och 18)
- Gary Day – elbas (låtarna 1, 2, 3, 4, 6, 8, 10, 11, 12, 13, 15 och 16)
- Solomon Walker – elbas (låtarna 5, 9, 14, 17 och 18)
- Matt Walker – trummor (låtarna 5, 9, 14, 17 och 18)
- Dean Butterworth – trummor (låtarna 2, 6, 10, 12, 13, 15 och 16)
- Matt Chamberlain – trummor (låtarna 1 och 11)
- Michael Farrell – keyboard (låtarna 1, 3, 4, 5, 7, 8, 11, 14 och 17)
- Roger Joseph Manning Jr. – keyboards (låtarna 2, 6, 9, 10, 12, 13, 15, 16 och 18)

### Ytterligare musiker
- Kristeen Young – extra sång (låt 7)
- Chrissie Hynde – stödsång (låt 9)
- Jerry Finn – Musikproducent (låtarna 2, 5, 6, 9, 10 och 12-18)
- Tony Visconti – Musikproducent (låtarna 1, 3, 4, 7, 8 och 11)
- Gustavo Santaolalla – Musikproducent (låtarna 5 och 14)